# Mount Price (British Columbia)
Mount Price (auch Red Mountain oder Clinker Mountain) ist ein kleiner Schichtvulkan in den Garibaldi Ranges der Pacific Ranges im Südwesten der kanadischen Provinz British Columbia. Er ist 2049 m hoch und ragt über die Umgebung an der Westseite des Garibaldi Lake im New Westminster Land District auf. Der Berg gliedert sich in mehrere Untereinheiten, darunter den Clinker Peak an seiner Westflanke, welcher vor 15.000 bis 8.000 Jahren die Quelle zweier mächtiger Lava-Ströme war, die gegen Gletschereis prallten. Diese Lavaströme sind strukturell instabil und verursachten zuletzt in den 1850er Jahren vulkanische Erdrutsche. Ein großer Provincial Park umgibt den Mount Price und andere Vulkane in seiner Nähe. Der Vulkan liegt in einer Öko-Region, die einen Großteil der Pacific Ranges umfasst.
Der Mount Price steht im Zusammenhang mit einer kleinen Gruppe von Vulkanen, dem Garibaldi-Lake-Vulkanfeld. Dieses bildet einen Teil des Garibaldi-Vulkangürtels, einer in Nord-Süd-Richtung verlaufenden vulkanischen Zone, die Teil des kanadischen Teils der Kaskaden-Vulkane ist. Die Bildung des Mount Price begann vor 1,2 Mio. Jahren und setzte sich mit Unterbrechungen bis irgendwann in den letzten 15.000 Jahren fort. Obwohl keine vulkanischen Aktivitäten in den letzten Jahrtausenden bekannt sind, könnte er erneut ausbrechen, was im Prinzip die Bevölkerung in der Umgebung gefährden würde. Wenn dies der Fall sein sollte, würden Barrieren von Teams geschaffen, die dem Interagency Volcanic Event Notification Plan folgen und darauf vorbereitet sind, durch Vulkanausbrüche gefährdete Menschen in Kanada zu warnen.

## Geographie
Der Mount Price erhebt sich südlich von Whistler an der Westseite des Garibaldi Lake im New Westminster Land District. Er liegt innerhalb der Ökoregion Pacific Ranges, einer bergigen Region der südlichen Coast Mountains, die durch hohe, steile und zerklüftete Berge aus Granit-Felsen gekennzeichnet ist. Große Teile dieser Ökoregion umfassen die Pacific Ranges im südwestlichen British Columbia, aber auch den nordwestlichsten Teil des Kaskadengebirges im US-Bundesstaat Washington. Mehrere Inseln an der Küste, Meerengen und Fjorde sind am westlichen Rand der Ökoregion Pacific Ranges zu finden. Diese wiederum ist Teil der Ökoprovinz Coast and Mountains, welche Teile der Ökodivision Humid Maritime and Highlands bildet.

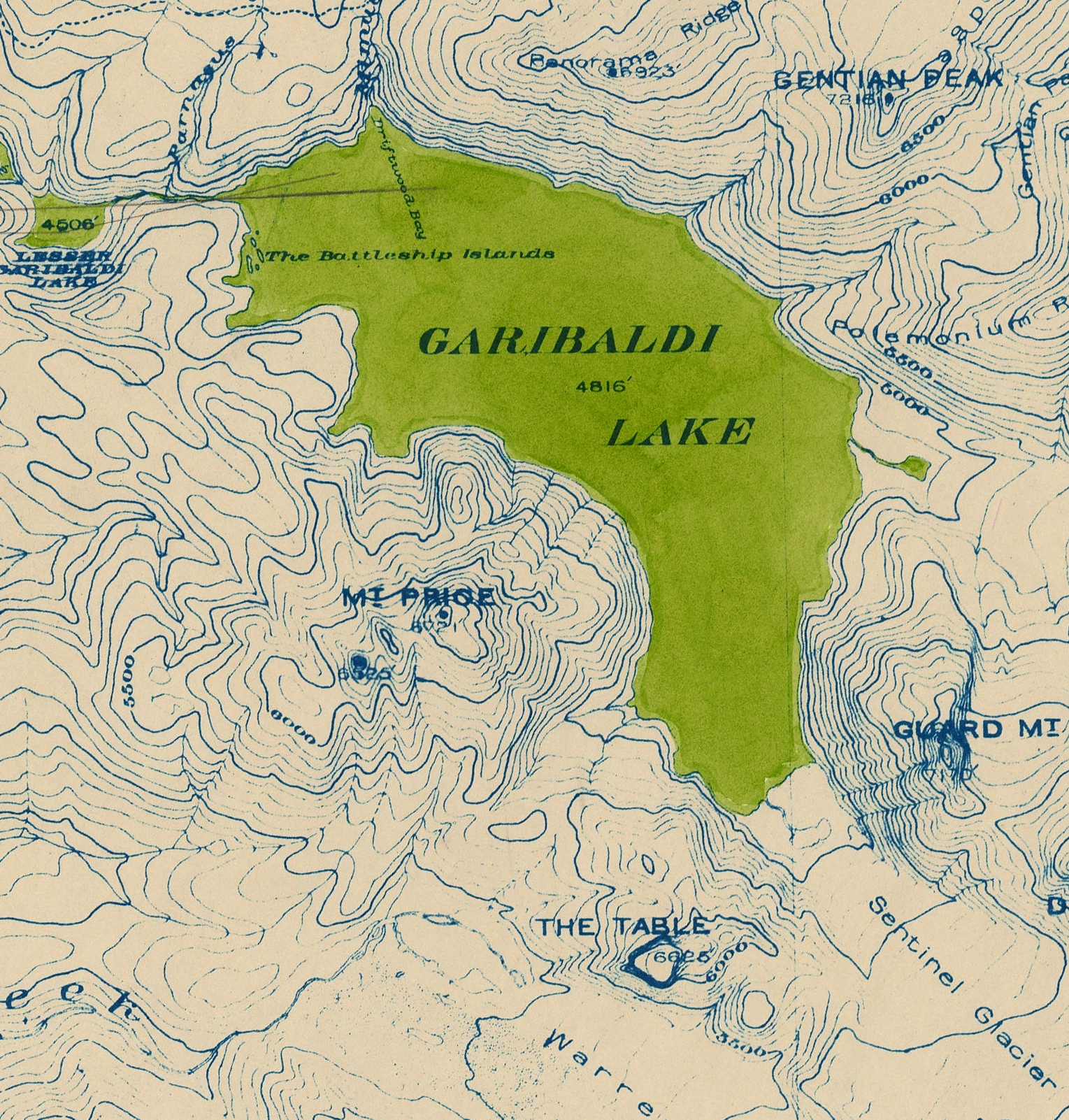
Topographische Karte des Gebietes um den Garibaldi Lake mit der Darstellung des Mount Price und umliegender Gipfel

Die Ökoregion Pacific Ranges wird in sieben Ökosektionen unterteilt, von denen die Sektion Eastern Pacific Ranges den Hauptteil am Mount Price bildet. Diese Ökosektion ist durch eine zerklüftete Berglandschaft gekennzeichnet, deren Höhe von Süd nach Nord zunimmt; die nördlichen Gipfel sind von mächtigen Eisfeldern umgeben. Ein Übergangsklima vom maritimen zum Kontinentalklima des Inlands dominiert die Ökoregion Eastern Pacific Ranges. Es ist durch geringe Niederschläge und milde Temperaturen gekennzeichnet, die von der hier vorbeiziehenden Seeluft herrühren. Während der Winter dringt kalte arktische Luft aus dem Inland ein, was sich in einer extremen Bewölkung und in Schneefällen bemerkbar macht.
Außer dem Mount Price gibt es eine Reihe weiterer Vulkane in der Ökosektion Eastern Pacific Ranges. Dazu gehören der Mount Meager, nahe der Quellen des Lillooet River gelegen, sowie Mount Garibaldi und Mount Cayley, welche im Einzugsgebiet des Squamish River liegen.
Mehrere Flüsse durchqueren die Ökosektion Eastern Pacific Ranges, darunter der Fraser River und der Coquihalla River im Osten, der Cheakamus River, der Squamish River und der Elaho River im Westen und der Lillooet River in der Mitte.
Wälder aus Küsten-Hemlocks dominieren nahezu alle Täler und die unteren Berghänge der Ökosektion. In den oberen Hanglagen sind subalpine Berg-Hemlocktannen vorherrschend; zu einem geringeren Anteil kommen auch Engelmann-Fichten und Felsengebirgs-Tannen vor. Alpine Vegetation schließt sich gerade oberhalb der subalpinen Wälder an, ist aber normalerweise von blankem Fels verdrängt.
Zu den hier vorkommenden Tierarten gehören Meisenhäher, Streifenhörnchen, Eichhörnchen, Goldspechte, Hirsche, Schneeziegen, Vielfraße, Pumas, Grizzly- und Schwarzbären.
De Gemeinden Whistler, Pemberton, Mount Currie, Hope und Yale liegen innerhalb der Ökosektion Eastern Pacific Ranges; alle sind durch ein Netzwerk an Highways mit dem Lower Mainland verbunden.

## Geologie

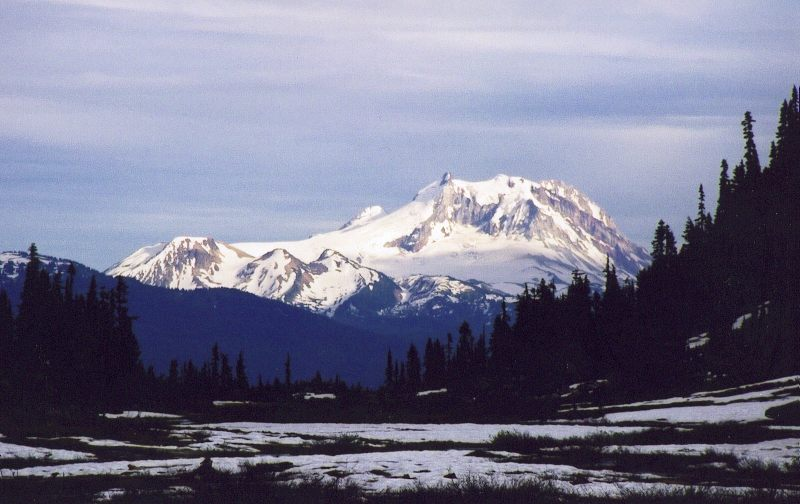
Der Mount Garibaldi mit dem Mount Price und dem Clinker Peak (Mitte links)

Der Mount Price ist einer von drei Hauptvulkanen im südlichen Abschnitt des Garibaldi-Vulkangürtels; die anderen beiden sind der Mount Garibaldi und The Black Tusk. Der Mount Price ist auch Teil des Garibaldi-Lake-Vulkanfeldes. Dieses besteht aus mehreren Vulkanen und Lavaflüssen, die in den vergangenen 1,3 Mio. Jahren geformt wurden; die ältesten Vulkangesteine sind am Mount Price und am Black Tusk zu finden. Verschiedene Vulkangesteine mit unterschiedlicher Zusammensetzung können im Garibaldi-Lake-Vulkanfeld angetroffen werden. Dazu gehören Andesit, Dazit, Basaltandesit und Basalt. Die letzte Eruption ist nicht zu datieren, sie könnte jedoch im frühen Holozän (a) stattgefunden haben. Obwohl im Gebiet von Garibaldi keine Thermalquellen bekannt sind, gibt es Hinweise auf anormale heiße Strömungen in den Table Meadows, einem der Quellgebiete des Culliton Creek unmittelbar südlich des Mount Price sowie an weiteren Orten.
Wie andere Vulkane im Garibaldi-Vulkangürtel auch, wurde der Mount Price durch vulkanische Aktivitäten in einer Subduktionszone geformt. Da die Juan-de-Fuca-Platte an der Cascadia-Subduktionszone unter die Nordamerikanische Platte geschoben wird, werden dadurch Eruptionen erzeugt und Vulkane geformt. Anders als bei den meisten Subduktionszonen weltweit gibt es in dieser Region keine Tiefseerinnen entlang des Kontinentalrandes von Cascadia. Weiterhin gibt es sehr kleine seismische Ereignisse, die darauf hinweisen, dass die Juan-de-Fuca-Platte weiterhin aktiv subduziert wird. Eine mögliche Erklärung findet sich in der Rate der Konvergenz (Annäherung) zwischen der Juan-de-Fuca- und der Nordamerikanischen Platte. Diese beiden tektonischen Platten konvergieren mit einer Rate oder Geschwindigkeit von 3–4 cm pro Jahr, nur etwa der Hälfte der Rate von vor sieben Millionen Jahren. Diese verlangsamte Konvergenz deutet möglicherweise auf eine reduzierte seismische Aktivität hin und ist außerdem durch das Fehlen einer Tiefseerinne begründet. Der wichtigste Hinweis auf eine fortlaufende Subduktion ist der aktive Vulkanismus im Kaskaden-Vulkanbogen.

### Struktur

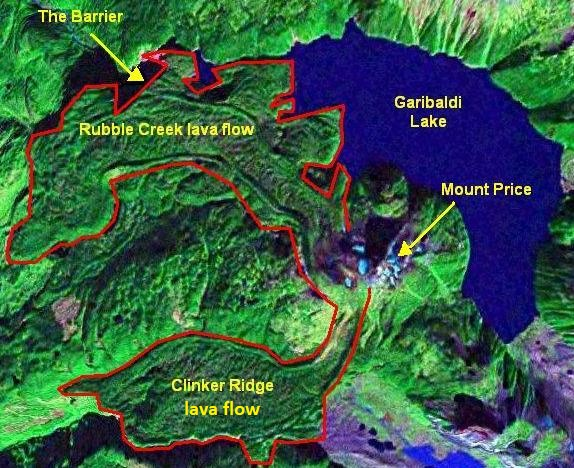
Falschfarben-Satellitenbild des Mount Price und der zugehörigen Lavaströme

Der Mount Price erreicht eine Höhe von 2049 m und ist einer von mehreren Vulkanen des Garibaldi-Vulkangürtels, die während des gesamten Quartärs (b) aktiv waren. Im Gegensatz zu den meisten Schichtvulkanen in Kanada hat der Mount Price eine nahezu symmetrische Struktur. Sein Westhang wird vom Clinker Peak flankiert, einem 1983 m hohen Flankenvulkan, der einen eingestürzten Vulkankrater enthält. Die Oxidation der Vulkangesteine verlieh dem Mount Price seine rote Farbe.
Der Mount Price erhebt sich innerhalb eines Kar-artigen Beckens, das in das Plateau an der Südseite des Tals des Garibaldi Lake geschnitten wurde. Dieses Becken besteht aus einer Mauer aus Granit, welche den Vulkan an seiner West- und Südwestseite umschließt. Das Becken wurde inzwischen nahezu vollständig vom Mount Price aufgefüllt, nur einige kleine Bereiche seines ursprünglichen Grundes kommen an der Nordseite ans Tageslicht. Das Becken wurde wahrscheinlich durch eine glaziale Aktivität geformt, da seine Nordseite nahezu sicher als einst vergletschert erscheint. Es könnte andererseits im Zuge einer explosiven Eruption entstanden sein, doch es gibt keine Bruchstücke rund um seine Grenzen, die dies bestätigen würden.

### Geschichte des regionalen Vulkanismus
Am Mount Price lassen sich mindestens drei Phasen vulkanischer Eruptionen unterscheiden. Die erste Phase vor etwa 1,2 Mio. Jahren lagerte Hornblende (c), Andesit-Lava und Pyroklasten auf dem Grund des Kar-artigen Beckens nach einer Vereisung im frühen Pleistozän (d) ab. Während des Mittelpleistozäns (e) vor etwa 300.000 Jahren, verschob sich die vulkanische Aktivität während der zweiten Phase nach Westen und bildete den nahezu symmetrischen Schichtvulkan Mount Price. Gelegentliche eruptionen während dieser Aktivitätsphase produzierten andesitische und dazitische Laven wie auch Glutlawinen während peleanischer Aktivitäten. Später wurde der Vulkan durch den Kordilleren-Eisschild überformt, welcher einen Großteil des westlichen Nordamerikas während der Kaltzeiten im Quartär bedeckte.

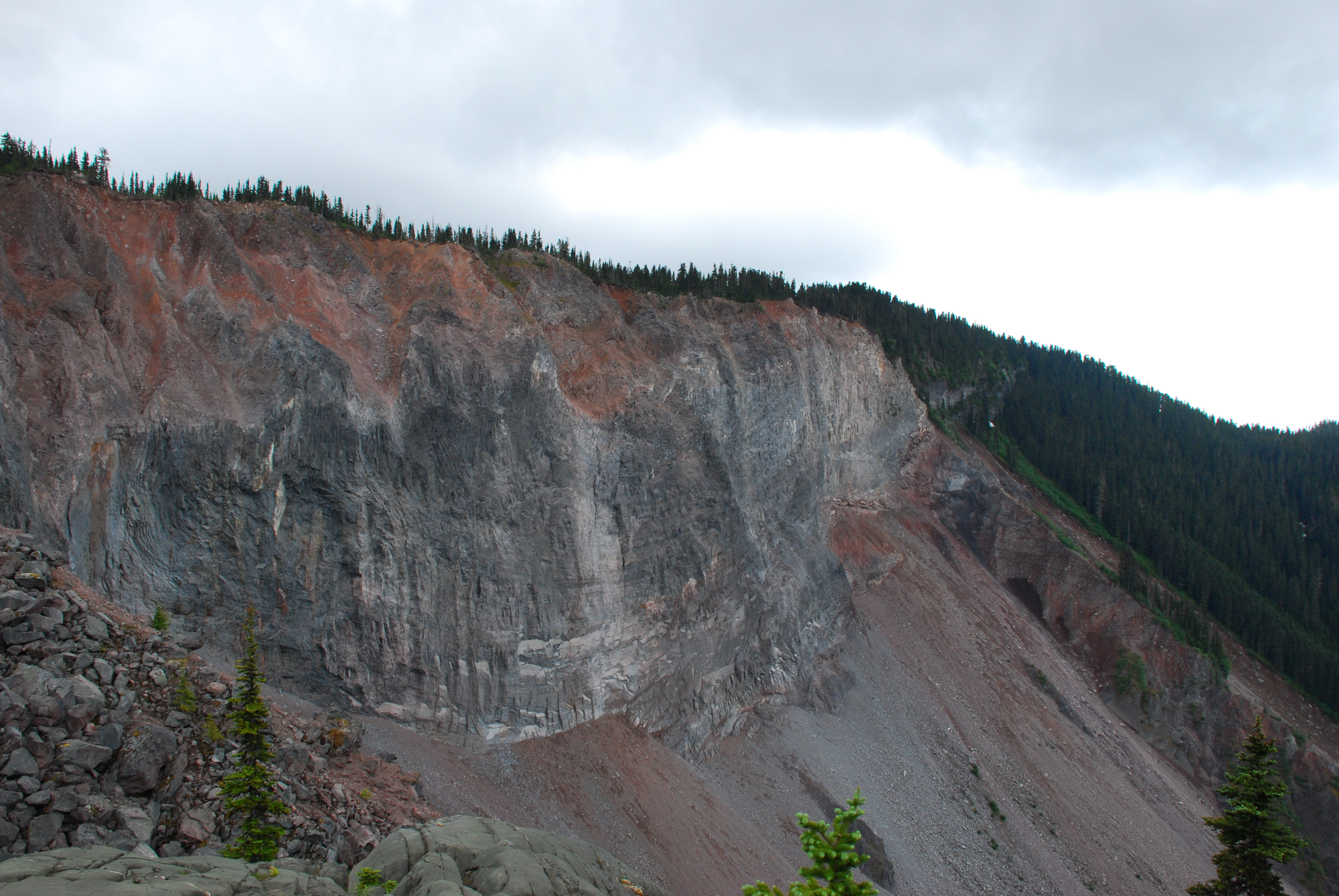
The Barrier ist Teil eines mächtigen Lavastroms, der vom Clinker Peak vor 15.000 bis 8.000 Jahren ausgestoßen wurde.

Nach dem Rückzug des Kordilleren-Eisschildes aus den höher gelegenen Regionen vor weniger als 15.000 Jahren, traten andesitische Eruptionen der dritten Phase aus einem Satellitenschlot der Price Bay aus. Diese Eruptionen führten zur Bildung eines kleinen Lavadoms oder Schlackenkegels an der Nordflanke des Mount Price mit einer Höhe von 1788 m. Mögliche zeitgleiche Eruptionen am Clinker Peak erzeugten zwei andesitische Lavaströme aus Hornblende-Biotit (f). Beide sind mindestens 300 m mächtig und 6 km lang. Einer erstreckt sich nach Nordwesten, der andere nach Südwesten. Ihre ungewöhnliche Mächtigkeit rührt daher, dass ihr Fluss vom Kordilleren-Eisschild gehemmt wurde, als dieser noch die tiefer gelegenen Talbereiche ausfüllte. Die Altersschätzungen der abschließenden vulkanischen Phase reichen von 15.000 Jahren bis mindestens 8.000 Jahre vor heute.
Ein herausragendes Merkmal der Lavaflüsse des Clinker Peak bilden die Dämme, die einzelne Lavaströme abgrenzen. Der nordwestliche Lavastrom bildet einen vulkanischen Damm, der als The Barrier bezeichnet wird. Dieser bildet einen natürlichen Staudamm für das System des Garibaldi Lake und war in der Vergangenheit die Quelle zweier großer vulkanischer Erdrutsche. Der jüngste dieser Erdrutsche ereignete sich 1855/56 in der Folge von Störstellen entlang vertikaler Felsbrüche. Er erreichte 6 km Länge den Rubble Creek hinab bis ins Tal des Cheakamus River, wobei 30.000.000 m³ Fels abgelagert wurden. Der südwestliche Lavastrom findet sich in den Quellbereichen des Culliton Creek und bildet die Clinker Ridge. Beide Lavaströme formen steile Klippen; das aktuelle Aussehen von The Barrier ist das Ergebnis des Erdrutsches in der Mitte des 19. Jahrhunderts.

### Vulkanische Ereignisse und Gefährdungen

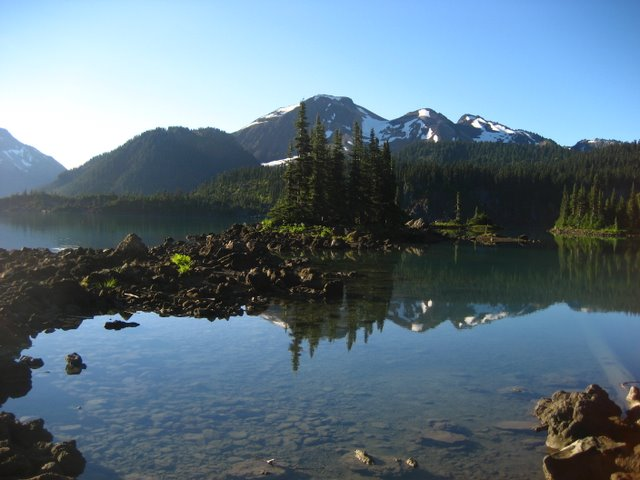
Der Mount Price mit dem Clinker Peak (rechts) und einem bewaldeten Lavadom der Price Bay (links)

Der Mount Price ist einer der vier höchsten bedrohlichen Vulkane in Kanada. Er liegt in enger Nachbarschaft zu einem bevölkerungsreichen Gebiet mit kritischer ziviler und ökonomischer Infrastruktur; die anderen drei sind Mount Meager, Mount Garibaldi und Mount Cayley. Obwohl Plinianische Eruptionen nicht am Mount Price identifiziert wurden, können auch peleanische Eruptionen große Mengen vulkanischer Asche produzieren, welche die nahegelegenen Gemeinden Whistler und Squamish nachhaltig beeinflussen können. Peleanische Eruptionen könnten kurz- und langandauernde Probleme für die Wasserversorgung von Vancouver und den Großteil des Lower Mainland verursachen. Die Trinkwasser-Einzugsgebiete von Metro Vancouver liegen auf der windabgewandten Seite des Mount Price. Eine Eruption, die mit Hochwasser und Laharen einhergeht, könnte Teile des British Columbia Highway 99 zerstören, Gemeinden wie Brackendale bedrohen und die Wasserversorgung aus dem Pitt Lake gefährden. Die Fischerei am Pitt River wäre ebenso einem Risiko ausgesetzt. Der Mount Price liegt außerdem nahe einer Luftfahrtroute; vulkanische Asche kann die Sicht vermindern und Ausfälle an Triebwerken sowie Schäden an weiteren Systemen von Flugzeugen verursachen. Solche Ereignisse werden umso folgenreicher, je weiter die Bevölkerung im Lower Mainland wächst.

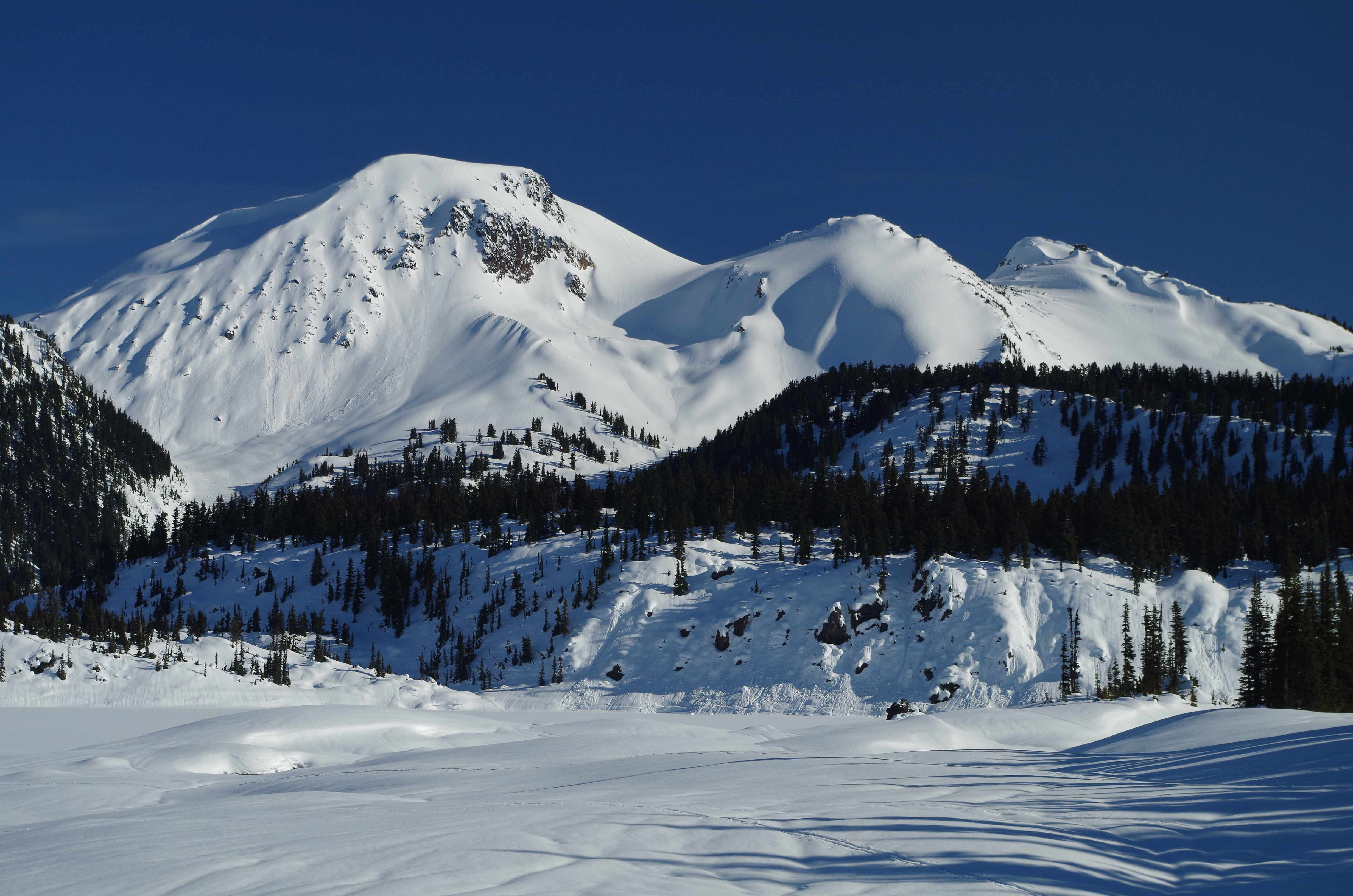
Mount Price und Clinker Peak

Weil Andesit das häufigste vom Mount Price ausgestoßene Mineral ist, bilden die Lavaströme eine geringe bis mittlere Gefahr. Andesit ist ein intermediäres Gestein bezüglich des Gehalts an Siliciumdioxid, was darauf hinweist, dass die Viskosität höher als bei basaltischer Lava ist; es ist jedoch weniger viskos als dazitische oder rhyolithische Lava. Infolgedessen fließt andesitische Lava normalerweise langsamer als basaltische Lava und auch nicht so weit von ihrer Quelle weg. Dazitsche und rhyolithische Laven sind normalerweise zu viskos, um von einem Vulkanschlot abzufließen, was in der Bildung von Lavadomen sein Ergebnis findet. Eine Ausnahme bildet der 15 km lange Dazit-Lavastrom Ring Creek des Opal Cone an der Südostflanke des Mount Garibaldi; diese Länge ist normalerweise basaltischen Lavaströmen eigen.
Befürchtungen über die Instabilität von The Barrier aufgrund vulkanischer, tektonischer oder durch schwere Regenfälle verursachter Ereignisse veranlassten die Provinzregierung von British Columbia 1980 zu einer Erklärung, dass das Gebiet unterhalb des Mount Price für eine menschliche Besiedlung zu unsicher sei. Das führte zur Evakuierung der nahegelegenen kleinen Resort-Gemeinde Garibaldi und der Umsiedlung der Einwohner aus der Gefahrenzone in entferntere Erholungsorte. Das Gebiet unmittelbar unterhalb von The Barrier sowie Bereiche in der Nachbarschaft wird seither von BC Parks als Barrier Civil Defence Zone betrachtet. Obwohl es unwahrscheinlich ist, dass sich in naher Zukunft Erdrutsche ereignen werden, wurden Warnschilder in der Zone aufgestellt, um Besucher auf die potenziellen Gefahren aufmerksam zu machen und die Wahrscheinlichkeit tödlicher Unfälle im Falle einer Rutschung zu minimieren. Aus Sicherheitsgründenempfiehlt BC Parks Besuchern, auf Camping und selbst Halte und Aufenthalte in der Barrier Civil Defence Zone zu verzichten.

### Monitoring
Wie andere Vulkane im Garibaldi-Lake-Vulkanfeld wird der Mount Price durch den Geological Survey of Canada nicht engmaschig genug überwacht, um sein Aktivitätslevel bestimmen zu können. Das Canadian National Seismograph Network wurde etabliert, um Erdbeben in ganz Kanada zu überwachen, aber seine Seismographen sind zu weit entfernt, um genaue Hinweise auf eine Aktivität unter dem Berg zu liefern. Man mag einen Anstieg der seismischen Aktivität erkennen, wenn die Unruhe am Mount Price stark zunimmt, aber dies könnte höchstens ein Hinweis auf eine große Eruption sein; das System könnte eine Aktivität erst entdecken, wenn der Vulkan bereits ausgebrochen ist. Für den Fall eines Ausbruchs des Mount Price gibt es Mechanismen, um Hilfeleistungen zu koordinieren. Der Interagency Volcanic Event Notification Plan wurde dafür geschaffen, um einige der wichtigsten Behörden über einen Vulkanausbruch in Kanada in Kenntnis zu setzen und Reaktionen auszulösen; dies betrifft Eruptionen in der Nähe der Grenze zwischen Kanada und den Vereinigten Staaten ebenso wie für jede andere Eruption, die Kanada betreffen würde.

## Geschichte

### Schutzgebiet

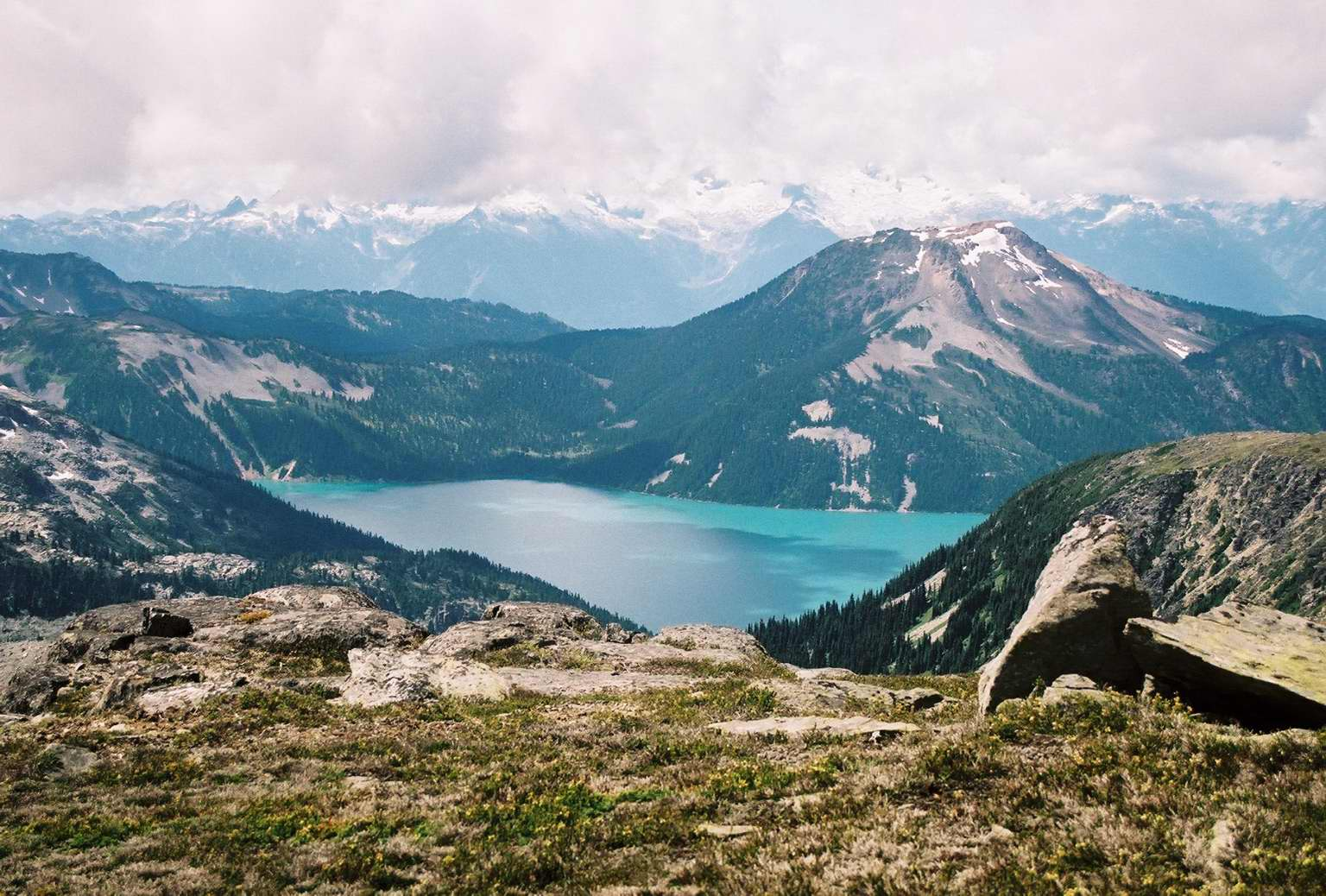
Der Mount Price mit dem Garibaldi Lake im Vordergrund

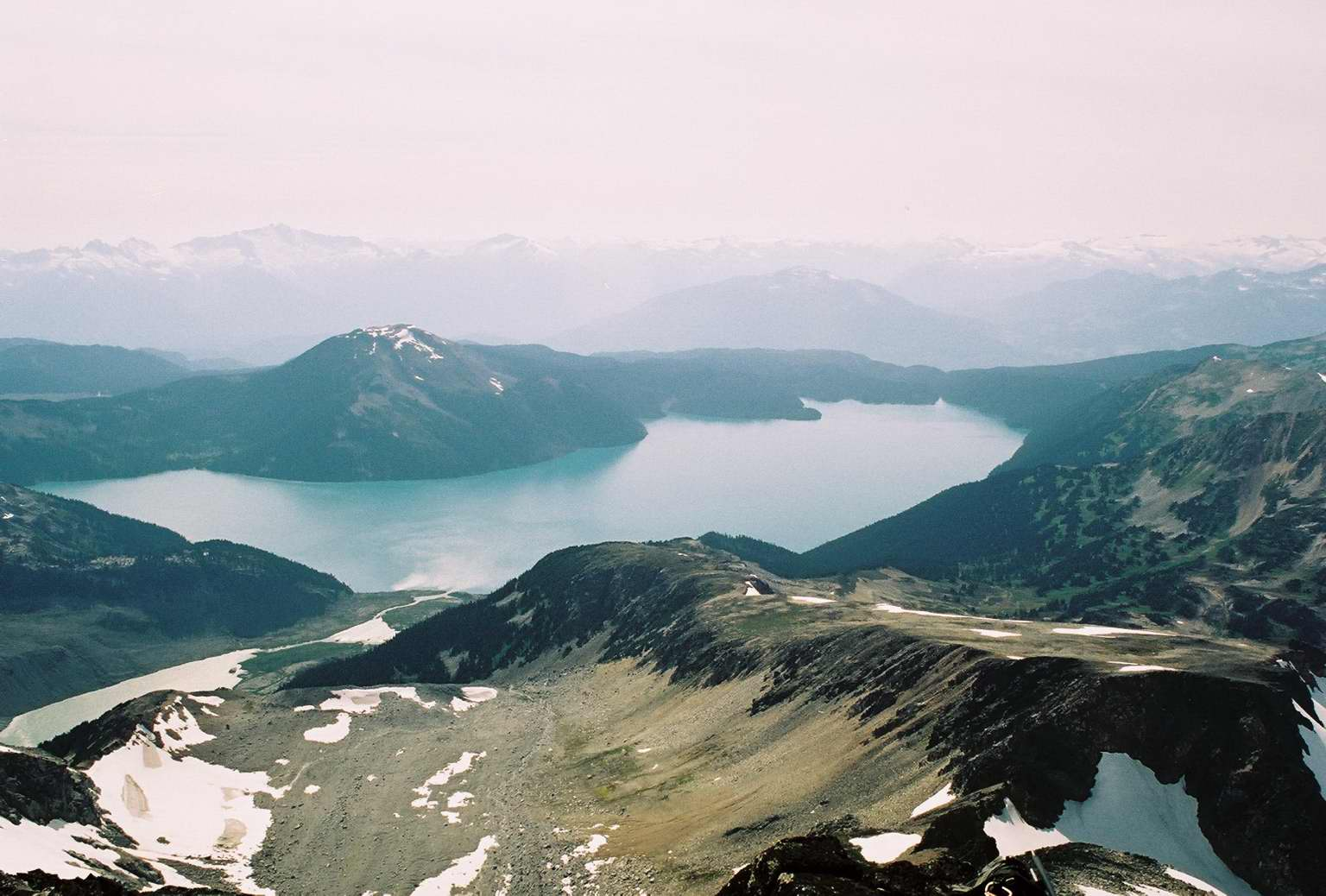
Der Garibaldi Lake mit dem Mount Price hinten links

Der Mount Price und die ausgeworfenen Materialien liegen in einem Schutzgebiet, dem Garibaldi Provincial Park. Als Provincial Park der Klasse A 1927 gegründet, nimmt dieser Wildnispark eine Fläche von 194.650 ha ein. Innerhalb seiner Grenzen liegen einige andere Vulkane wie der Mount Garibaldi und The Black Tusk. Etwa 70 km nördlich von Vancouver in den vergletscherten Coast Mountains gelegen, finden sich im Garibaldi Provincial Park unterschiedliche Vegetationsformen, schillernde Gewässer und Zeugnisse einer reichhaltigen geologischen Geschichte. Außerdem gibt es im Park zahlreiche wilde Tiere wie Eichhörnchen, Streifenhörnchen, Meisenhäher und Goldspechte. Der Garibaldi Provincial Park ist nach dem Mount Garibaldi benannt, welcher wiederum zu Ehren des italienischen Patrioten und Soldaten Giuseppe Garibaldi benannt wurde.

### Benennungen
Der Mount Price trug im Laufe der Zeit mindestens drei Namen. Ursprünglich wurde er aufgrund seiner rötlichen Erscheinung Red Mountain genannt, doch ist das Datum dieser Benennung unbekannt. Auf einer Skizze wurde ein weiterer Gipfel westlich des Overlord Mountain durch den kanadischen Bergsteiger Neal Carter 1923 als Red Mountain bezeichnet. Um Verwirrung zu vermeiden, wurde jener Gipfel am 2. September 1930 aufgrund seiner Spaltbarkeit (engl. fissility) in Fissile Peak umbenannt. Der kanadische Vulkanologe William Henry Mathews bezeichnete 1952 den Mount Price im American Journal of Science als Clinker Mountain. Schlacke (engl. clinker) beschreibt in der Geologie rohe Lavafragmente, die mit ʻAʻā-Lavaströmen zusammenhängen. Die Fragmente sind durch mehrere scharfe, gezackte Grate gekennzeichnet und normalerweise weniger als 150 mm breit.
Der Name Mount Price erschien 1928 auf einer topografischen Karte des Garibaldi Provincial Park. Er erschien später (1930) auf den Karten 92G and 92J des National Topographic System, nachdem ein Ausschuss des Garibaldi Park Board sich mit der Nomenklatur beschäftigte. Der Ausschuss verlangte, dass das Geographical Names Board of Canada den Namen Mount Price für diesen Berg nach Thomas E. Price, einem ehemaligen Alpinisten und Ingenieur der Canadian Pacific Railway sowie Mitglied des Garibaldi Park Board zur Zeit seiner Gründung 1927, offiziell anerkannte. Price wurde 1887 in Vancouver geboren und war Mitglied der Seilschaft, die 1908 den Mount Garibaldi über eine neue Route erstiegen hatte. Clinker Peak und Clinker Ridge wurden offiziell am 12. September 1972 benannt, um den früheren Namen des Mount Price, Clinker Mountain, zu bewahren.

### Geologische Forschung
Die Lavaflüsse des Clinker Peak gehörten zu den ersten beschriebenen Lavaflüssen, welche durch Gletschereis aufgestaut wurden. Sie waren Gegenstand des Hauptwerkes von William Henry Mathews, einem Pionier der Erforschung subglazialer Eruptionen und von Vulkan-Eis-Interaktionen in Nordamerika. Mathews fand 1962 substanzielle Hinweise zur Unterstützung der These, dass die Lavaflüsse des Clinker Peak durch Gletschereis gestoppt wurden. Dazu gehören die Existenz von glazial geschrammten Felsen in den Lavaflüssen, ungestörte Beziehungen zu Geschiebemergel, abnormale Strukturen, welche auf einen Erguss in stehendes Schmelzwasser oder gegen Eis hinweisen, sowie weit verbreitete Brekzien und Kissen, welche auf rasche Abschreckung in Schmelzwasser oder in wassergetränktem pyroklastischen Gestein unter dem Eis hinweisen.

## Erreichbarkeit
Die Daisy Lake Road, 30 km nördlich von Squamish, ermöglicht einen Zugang zum Garibaldi Provincial Park vom Highway 99. Am Ende dieser 2,5 km langen Straße befindet sich der Parkplatz Rubble Creek, von dem aus sich der 9 km lange Garibaldi Lake Trail bis zum Campingplatz am Garibaldi Lake und zur Ranger-Station erstreckt. Ein 5 km langer Pfad, als Mount Price Trail oder Mount Price Route bezeichnet, beginnt jenseits der Ranger-Station. Dieser dürftig markierte Pfad führt zum Ufer des Garibaldi Lake hinauf und biegt dann ins Inland ab, wo er südlich an der durch Lava geformten The Barrier entlangführt. Das Gelände in diesem Abschnitt ist ziemlich rau, so dass man gelegentlich über Brocken des Lavastroms kraxeln muss. Schließlich erreicht der Pfad offenes Gelände nördlich des Mount Price und dann den Fuß des Vulkans. Zum Aufstieg auf den Mount Price oder den Clinker Peak gehört das Stapfen durch Geröll und Schnee; Kraxelei ist zu beiden Gipfeln hin nicht mehr erforderlich.